# Przekładnik Ferrantiego
Przekładnik Ferrantiego – rodzaj przekładnika prądowego. Jego działanie polega na sumowaniu magnetycznym przepływów spowodowanych poszczególnymi prądami fazowymi. 
Przekładniki tego typu są stosowane w wyłącznikach różnicowoprądowych do pomiaru prądu upływu.
Są one też powszechnie stosowane do pomiaru prądu zerowego głównie w kablach oraz, w specjalnym wykonaniu, do pomiaru prądu zerowego w przewodach szynowych, łączących np. prądnicę synchroniczną z szynami zbiorczymi w elektrowniach przemysłowych. 
Uzwojenia wtórne przekładników prądowych powinny być ze względów bezpieczeństwa uziemione, aby zapobiec zagrożeniu porażeniem oraz uszkodzeniom przyrządów w razie przebicia izolacji międzyuzwojeniowej. W tym celu uziemia się zaciski wtórne przekładników prądowych, które są ze sobą bezpośrednio połączone (np. punkt gwiazdowy układu uzwojeń wtórnych przekładników). Obwody prądowe należy uziemiać tylko w jednym punkcie. Uziemienie tych obwodów w dwóch lub większej liczbie punktów mogłoby w niesprzyjających okolicznościach, stać się przyczyną błędnego pomiaru prądu przez przekładniki.